# Bauxpert
Die Bauxpert GmbH (eigene Schreibweise: bauXpert) ist ein norddeutscher Unternehmensverbund im Groß- und Einzelhandel mit Baustoffen.

## Geschichte
Der Unternehmensverbund aus 24 Baustoff-Fachhandelsunternehmen mit 35 Betriebsstätten in vier norddeutschen Bundesländern entstand Anfang 2009 aus der Bauzentren Nord GmbH. Die Keimzelle der heutigen Unternehmensgruppe reicht in das Jahr 1995 zurück, als 10 Baustoffhandelsunternehmen gemeinsam die Kooperation „EGN Einkaufsgesellschaft Nord“ verließen und in die Kooperation „Interpares“ wechselten. Aus der Fusion der „Interpares Mobau“ (i&m) mit der Interbaustoff (IBS) entstand im Jahr 2003 die Eurobaustoff, deren Kommanditist Bauxpert heute ist.

## Daten und Fakten
Das Unternehmen hat seinen Sitz in Bad Bramstedt in der Nähe von Hamburg. Der Gruppenumsatz beträgt 304 Mio. Euro, nach einem Wachstum von 14 % im Jahr 2011. In der Gruppe sind rund 880 Mitarbeiter beschäftigt. Damit ist die Unternehmensgruppe einer der führenden Anbieter für Baustoffe in Norddeutschland. Die Marke „bauXpert“ wurde 2008 beim deutschen Patent- und Markenamt und 2011 bei der europäischen Patentorganisation registriert. Das Unternehmen verfügt über 35 Standorte in Norddeutschland.